# Mala Sočanica
Mala Sočanica (cyr. Мала Сочаница) – wieś w Bośni i Hercegowinie, w Republice Serbskiej, w gminie Derventa. W 2013 roku liczyła 221 mieszkańców.